# Tor Mikkel Wara
Tor Mikkel Wara (* 27. Dezember 1964 in Karasjok als Tor Mikkel Vara) ist ein norwegischer Politiker der rechten Fremskrittspartiet (FrP). Er war von 1989 bis 1993 Abgeordneter im Storting, von 1991 bis 1991 stellvertretender FrP-Vorsitzender und von April 2018 bis März 2019 der Justizminister seines Landes.

## Leben
Wara kam in der Kommune Karasjok im nordnorwegischen Fylke Finnmark zur Welt. Er ist offiziell als Tor Mikkel Vara registriert, verwendet jedoch die Schreibweise Wara. Nach eigenen Aussagen übernahm er die Schreibweise von seinem Vater, der den Nachnamen ebenfalls mit einem W schrieb. Das Justizministerium erklärte nach seiner Ernennung zum Justizminister auf Nachfrage, dass es sich bei Wara um eine norwegische Version des finnischen Namens Vaara handele. Er studierte Philosophie, Sozialökonomie und Politikwissenschaften an der Universität Oslo.

### Politischer Werdegang
Wara saß zwischen 1987 und 1989 im Osloer Stadtrat. Im Jahr 1987 wählte man ihn zum Vorsitzenden der FrP-Parteijugend Fremskrittspartiets Ungdom (FpU). Er stand der Organisation bis 1990 vor. Bei der Parlamentswahl 1989 zog Wara ins norwegische Nationalparlament Storting ein. Dort vertrat er bis 1993 den Wahlkreis Oslo und gehörte dem Finanzausschuss an. Von Oktober 1989 bis September 1992 fungierte er zudem als Sekretär der FrP-Fraktion.
In der Zeit von 1991 bis 1993 hatte Wara das Amt als stellvertretender FrP-Vorsitzender inne. Anschließend übernahm er bis 2018 keine politischen Ämter. Seinen Rückzug aus der aktiven Politik begründete er damit, dass er die populistische Ausrichtung seiner Partei bezüglich der Einwanderungs- und Flüchtlingsthematik nicht unterstützen wollte. Wara begann nach seiner Zeit in der Politik in der PR-Branche zu arbeiten. Ab 2003 war er in seiner eigenen Beratungsfirma Wara Consulting tätig.
Später engagierte er sich wieder vermehrt in der Politik. Am 4. April 2018 wurde er als Nachfolger von Sylvi Listhaug zum Justizminister in der Regierung Solberg ernannt.

### Rücktritt als Justizminister
Am 10. März 2019 wurde sein privates Auto, das vor seinem Wohnhaus geparkt war, angezündet. Zunächst wurde vermutet, dass es sich um eine Tat von politischen Gegnern handelte. Am 14. März 2019 wurde jedoch seine Lebensgefährtin Laila Anita Bertheussen festgenommen, weil sie vom norwegischen Inlandsgeheimdienst Politiets sikkerhetstjeneste (PST) verdächtigt wurde, das Auto selbst angezündet zu haben. Die Vermutung, dass es sich möglicherweise um eine Inszenierung handelte, war bereits zuvor von einigen linken Künstlern geäußert worden, die schon länger in einer juristischen Auseinandersetzung mit ihr waren. Die Künstler wiesen vor allem darauf hin, dass die gegen das Paar ausgesprochenen Drohungen in unkorrektem Norwegisch geschrieben waren, was laut ihnen ein zu offensichtlicher Hinweis auf die Herkunft der Täter sei. Wara ließ sich nach der Festnahme seiner Lebensgefährtin zunächst von seinem Amt als Justizminister beurlauben und gab am 28. März 2019 seinen Rücktritt bekannt.
Im September 2019 wurden die Ermittlungen in dem Fall zunächst abgeschlossen und der Staatsanwaltschaft übergeben. Diese bat den PST im Oktober jedoch um erneute Ermittlungen. Am 23. Januar 2020 wurde bekannt gegeben, dass gegen Bertheussen Anklage erhoben werde. Neben den Drohungen gegen ihren Mann wurden ihr auch Drohungen gegen die beiden FrP-Politiker Christian und Ingvil Smines Tybring-Gjedde vorgeworfen. Weitere im September 2020 behandelte Anklagepunkte waren ihre angeblich falschen Vorwürfe und die Missachtung des Brand- und Explosionsschutzgesetzes. Bertheussen wurde schließlich zu einer Haftstrafe von einem Jahr und acht Monaten verurteilt.
Im Januar 2020 begann Wara bei der norwegischen Beratungsfirma First House zu arbeiten. Im April 2024 gab er bekannt, dass er in die Politik zurückkehren und bei der Stortingswahl 2025 im Wahlkreis Oslo kandidieren wolle.